# Alexandros Papanastasiou
Alexandros Papanastasiou (Αλέξανδρος Παπαναστασίου; Tripoli, 8 luglio 1876 – Ekali, 17 novembre 1936) è stato un politico greco, due volte primo ministro.

## Biografia
Figlio del parlamentare Panagiotis Papanastasiou, studiò giurisprudenza all'Università di Atene e poi scienze sociali a Berlino.
Nel 1905 proseguì i suoi studi prima a Londra, poi a Parigi. Nel 1910 venne eletto in Parlamento dove si batté per la riforma agraria in Tessaglia. Nel 1916 aderì al movimento di difesa nazionale di Eleutherios Venizelos che spingeva per l'entrata in guerra della Grecia al fianco della Triplice intesa.
Dopo la fine della prima guerra mondiale fu ministro in numerosi governi. In seguito alla sconfitta nella guerra greco-turca, Papanastasiou venne incaricato di formare un governo.
Il 25 marzo 1924 proclamò l'abolizione della monarchia e indisse un referendum popolare che il 13 aprile successivo vide la vittoria dei repubblicani. 
Dal 1926 al 1928 fu ministro dell'Agricoltura. 
Nel 1932 servì nuovamente, per un breve periodo, come primio ministro. Nel 1936, durante la dittatura guidata da Ioannis Metaxas, venne arrestato.
Fu membro della Massoneria.